# 吉勒罗特
吉勒罗特是德国莱茵兰-普法尔茨州的一个市镇。总面积5.92平方公里，总人口672人，其中男性352人，女性320人（2011年12月31日），人口密度114人/平方公里。